# Ujarasugjuaraarjuk Bay
Die Ujarasugjuaraarjuk Bay ist eine Bucht im kanadischen Territorium Nunavut. Die Bucht liegt an der Pelly Bay.
Ujarasugjuaraarjuk Bay ist 790 Meter breit und schneidet sich 150 Meter tief ins Land ein. Gegenüber der Bucht, etwa 30 Kilometer entfernt, liegt der Ort Kugaaruk.